# Wachregiment »Feliks E. Dzierzynski«
Wachregiment »Feliks E. Dzierzynski« (nemško Stražni polk »Feliks E. Dzeržinski«) je bil elitni motorizirani stražni polk, ki je deloval v okviru Ministrstva za državno varnost (Stasija) Nemške demokratične republike. Ustanovljen je bil leta 1954 in razpuščen leta 1990 s razpadom Vzhodne Nemčije.
Poimenovan je bil po Feliksu Edmundoviču Dzeržinskem, ustanovitelju sovjetske tajne policije.

## Namen
Polk je bil zadolžen za varnost vladnih in partijskih zgradb v Vzhodnem Berlinu ter za varnost Waldsiedlunga - prebivališča partijskega vodstva v Wandlitzu. V skladu s sovjetsko doktrino je polk bil politično zanesljiva notranja varnostna sila, ki so jo in bi jo lahko uporabili v primeru notranjepolitičnih težav. V primeru vojne bi polk postal del rezervne sestave Nationale Volksarmee.
Poleg tega so pripadniki polka izvajali šolanje varnostnega osebja v nekaterih afriških državah: Angola, Mozambik, Etiopija, Sudan, Jemen, Zanzibar,...

## Organizacija
Osebje
Število pripadnikov po letih
| 1955: | 1.475  |
| 1960: | 4.372  |
| 1965: | 5.121  |
| 1970: | 7.924  |
| 1975: | 9.245  |
| 1980: | 10.082 |
| 1985: | 10.192 |
| 1989: | 11.426 |
Struktura
Polk je bil sestavljen iz treh bojnih skupin (vsaka je imela 2 motorizirana strelska bataljona in en šolski bataljon), artilerijskega bataljona in inženirskih, medicinskih, podpornih in izvidniških čet.
Celoten polk je bil organiziran v treh kommandih:
- Kommando 1 - Adlershof - strelski bataljon;
- Kommando 2 - Erkner - motorizirani strelski bataljon;
- Kommando 3 - Teupitz - strelski bataljon, Šola za podčastnike, Poligon
- Kommando 4 - Erkner - politične enote, zaščita bunkerjev
- Kommando 5 - Ahrensfelde - ustanovljen leta 1988

Urjenje
Vsi pripadniki polka so prejeli enako urjenje kot pripadniki alarmne policije, poleg tega pa tudi urjenje v motoriziranem bojevanju; nekateri pripadniki so prejeli tudi padalsko urjenje.
Oprema
Polk je opremljen enako kot enote alarmne policije; opremljeni so bili z sodobnimi bojnimi oklepnimi vozili in oklepnimi transporterji, protitankovskimi topovi, protiletalskim orožjem in minometi.

## Vodstvo
Poveljniki
- podpolkovnik Werner Barth (1954-1958)
- generalmajor Günter Wolf (1959-1962)
- generalmajor Heinz Gronau (1962-1972)
- generalmajor Bernhard Elsner (1972-1987)
- generalmajor Manfred Döring (1987-1990)

Načelniki štaba
- polkovnik Klaus-Dieter Zeininger

Načelniki izobraževanja
- polkovnik Roland Böhm